# Tempête Football Club
El Tempête Football Club és un club de futbol haitià de la ciutat de Saint-Marc.

## Palmarès
- Campionat Nacional: [4]
  - 1992-93, 2008 Ob, 2009 Ob, 2010-11 Ob, 2011 Cl
- Copa haitiana de futbol: [5]
  - 1976, 1988, 1989, 2005, 2007, 2012
- Trophée des Champions d'Haïti: [5]
  - 2008, 2009, 2010
- Super Coupe d'Haïti: 
  - 1992
- Coupe des Grandes Antilles: 
  - 2012